# Dagmar Rom
Dagmar Rom (n. 16 iunie 1928, Innsbruck, Austria – d. 13 octombrie 2022, Innsbruck, Austria) a fost o schioară alpină ce a reprezentat Austria, medaliată olimpică. A participat la o ediție a Jocurilor Olimpice (1952) în care a câștigat o medalie de argint.

## Participări
Lista de mai jos prezintă principalele competiții la care a participat Dagmar Rom de-a lungul carierei.
- alpine skiing at the 1952 Winter Olympics – women's giant slalom[*]